# Triticella elongata
Triticella elongata är en mossdjursart som först beskrevs av Osburn 1912.  Triticella elongata ingår i släktet Triticella och familjen Triticellidae. Inga underarter finns listade i Catalogue of Life.